# Arne Andersson (sångare)
Josef Arne Andersson, född 26 augusti 1920 i Bromma, Stockholm, död 7 juli 2003 i Maria Magdalena församling, Stockholm, var en svensk skådespelare och opera- och operettsångare (bas).
Han är begravd på Skogskyrkogården i Stockholm.

## Filmografi
- 1941 – Springpojkar är vi allihopa
- 1954 – Två sköna juveler
- 1955 – Flicka i kasern
- 1970 – En kärlekshistoria
- 1975 – En kille och en tjej
- 1983 – Två killar och en tjej

## Teater

### Roller (urval)
| År   | Roll                                      | Produktion                                                           | Regi         | Teater        |
| ---- | ----------------------------------------- | -------------------------------------------------------------------- | ------------ | ------------- |
| 1948 | Piccolon                                  | Vita hästen Hans Müller och Ralph Benatzky                           | Max Hansen   | Oscarsteatern |
| 1954 | Eugen von Rohnsdorff                      | Csardasfurstinnan Emmerich Kálmán, Leo Stein och Béla Jenbach        | Egon Larsson | Oscarsteatern |
| 1955 | Vicomte Fernand de Champlatreux, löjtnant | Lilla helgonet Hervé, Henri Meilhac och Albert Millaud               | Ivo Cramér   | Oscarsteatern |
| 1956 |                                           | Can-Can Cole Porter och Abe Burrows                                  | Ivo Cramér   | Oscarsteatern |
| 1957 |                                           | Cirkusprinsessan Emmerich Kálmán, Julius Brammer och Alfred Grünwald | Egon Larsson | Oscarsteatern |

### Fotnoter
1. ↑  ”Arne Andersson”. Svensk Filmdatabas. https://www.svenskfilmdatabas.se/sv/item/?type=PERSON&itemid=180793. Läst 22 september 2012.
2. ↑  ”Vita hästen”. Musikverket. http://calmview.musikverk.se/CalmView/Record.aspx?src=CalmView.Performance&id=PERF24990&pos=164. Läst 11 juni 2015.
3. ↑  ”Czardasfurstinnan”. Musikverket. http://calmview.musikverk.se/CalmView/Record.aspx?src=CalmView.Performance&id=PERF25017&pos=23. Läst 24 juni 2015.
4. ↑  Folke Hähnel (20 augusti 1955). ”'Lilla helgonet' på Oscars”. Dagens Nyheter:  s. 6. http://arkivet.dn.se/arkivet/tidning/1955-08-20/224/6. Läst 31 augusti 2015.
5. ↑  Folke Hähnel (17 mars 1956). ”'Can-Can' på Oscars”. Dagens Nyheter:  s. 12. http://arkivet.dn.se/arkivet/tidning/1956-03-17/75/12. Läst 22 augusti 2015.
6. ↑  Hl (16 februari 1957). ”'Cirkusprinsessan' på Oscars”. Dagens Nyheter:  s. 10. http://arkivet.dn.se/arkivet/tidning/1957-02-16/46/10. Läst 31 augusti 2015.